# Bródi-ház (Miskolc)
A Bródi-ház Miskolcon, a Széchenyi utca 86. szám alatt áll. Az 1878-as árvizet követően épült fel Bródi Mór megbízásából.

## Története
Miskolc 1817. évi, Domby-féle térképén az öt tulajdoni részből álló telek északi oldalán a Pece-patak, a déli oldalán a Szinva folyt, a két víz valamivel „lejjebb”, keleti irányban folyt össze. A tulajdonosok között a Némethi, a Jakab, a Tóth, a Teleky, a Szabó, a Juhos és a Göböly családnevekkel lehet találkozni. A Szinván malom működött, a malomépület a Szinva és a malomárok alkotta Belegrád-szigeten állt, amit a mai Munkácsy utcán át, egy hídon lehetett megközelíteni, illetve innen is híd vezetett a másik oldalra. Az 1878. évi nagy árvíz a malom miatt ezen a részen különösen nagy pusztítást végzett, a környék összes építményét lerombolta, és többszáz négyzetméternyi felületen hordalékot rakott le. Az árvíz után a terület építési telkeit, illetve építményeit kereskedők, árusok vásárolták meg, amit a vásártér közelsége magyaráz, de kis- és nagykereskedők, bankemberek, orvosok és ügyvédek is építkeztek itt (Starnberger, Schweitzer, Bródi, Neumann, Feller stb. családok). A mai 86. számú telek folyamatosan, vásárlások révén egyesült, de ezelőtt még út vezetett át a telken, hogy a tulajdonosok meg tudják közelíteni házaikat. A mostani épület a 19. század utolsó évtizedében épülhetett, az 1912-es városi névjegyzék szerint tulajdonosa Bródi Mór textilnagykereskedő és felesége volt, akik emellett még más ingatlanokban is érdekeltek voltak a városban. Bródi Mór vagyonára jellemző, hogy a város legtöbb adót fizető polgárai között is számon tartották. Érdekes, hogy a 84. és 86. szám közötti udvarrész átjárható volt, hogy a szomszédban működő Uránia mozi vendégei biztonságban távozhassanak. A telek építményeiben bérlőként megfordult Cukor Hugó ügyvéd, Neumann Adolf nagykereskedő, az üzletekben Singer Gizella varrógépkereskedése és Partos Nándor férfiruha kereskedése volt. Az épület homlokzatát a 2000-es évek elején felújították, de a felújítás nem terjedt ki a belső részekre, így az udvari rész 2019-ben elhanyagolt állapotot mutat.

## Leírása
A Bródi-ház a Széchenyi utca déli oldalán áll, így homlokzata észak felé néz. Az épület egyemeletes, az emeleti szinten 2+2+2 axisú. A földszintet és az emeletet osztópárkány választja el egymástól. A félköríves záródású bejárati kapu a ház középtengelyében, a két középső ablak, illetve az erkély alatt helyezkedik el. Az osztópárkány vonalából kiugrasztott téglalap alakú erkélyt három volutás konzol tartja. A kovácsoltvas erkélykorlát míves, egymást keresztező, ívesen hajlított, csigákban végződő pálcákból áll. Az emeleti nyílászárók párosan vannak elhelyezve, félköríves záródásúak. A gazdag és díszes vakolatornamentika valószínűleg egy 1920-as évekbeli felújítás során keletkezett. Az ablakok keretelése a széleken és a középrizaliton ugyanazon díszítőelemeket tartalmazza: rojtmotívumok, amelyekhez a lizénákon szecessziós növényi ornamentika társul. A nyílások szemöldökében agrafe-os megoldás látható, ezen belül az oldalrizalitoknál egyszerű koszorúmotívum, a középrizaliton merkúrfejes maszk. Az ablakok alatti kötényben hármas ováldíszeket helyeztek el, az ablakok magasságában pedig finom kivitelű kváderezés látható. A homlokzati díszeket fönn többszörösen tört, barokkos párkány zárja, az ablakok között fölül vannak a padlástér szecessziós ablakai. A koronázópárkány a homlokzat egészéhez képest visszafogott, fogazott kivitelű. A tetőzet a főutcával párhuzamos, nyeregtetős kivitelű. A tető szélén álló, egykor látványos oromzat ismeretlen időben eltűnt. A ház belső, udvari részein szép, eklektikus kovácsoltvas rácsok és korlátok vannak. A keleti udvari szárny végigfut a telek egész hosszán (tűzfalát mutatva a szomszéd udvar felé), és becsatlakozik a déli oldal építményébe, az épület alaprajza így elnyújtott U alakot formáz. A nyugati telekhatáron csak pár romos melléképület van.
A földszinti üzlethelyiségekben a 2020-as években férfi fodrászat és gyógynövényüzlet működik.

## Képek

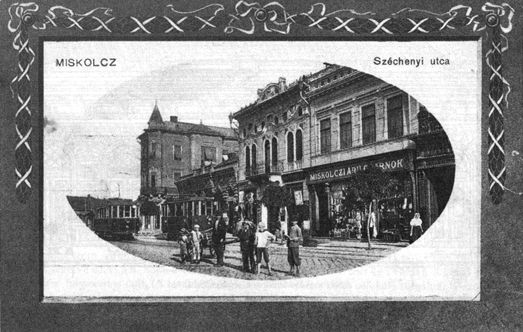
A Bródi-ház a kép közepén, 1900 körül
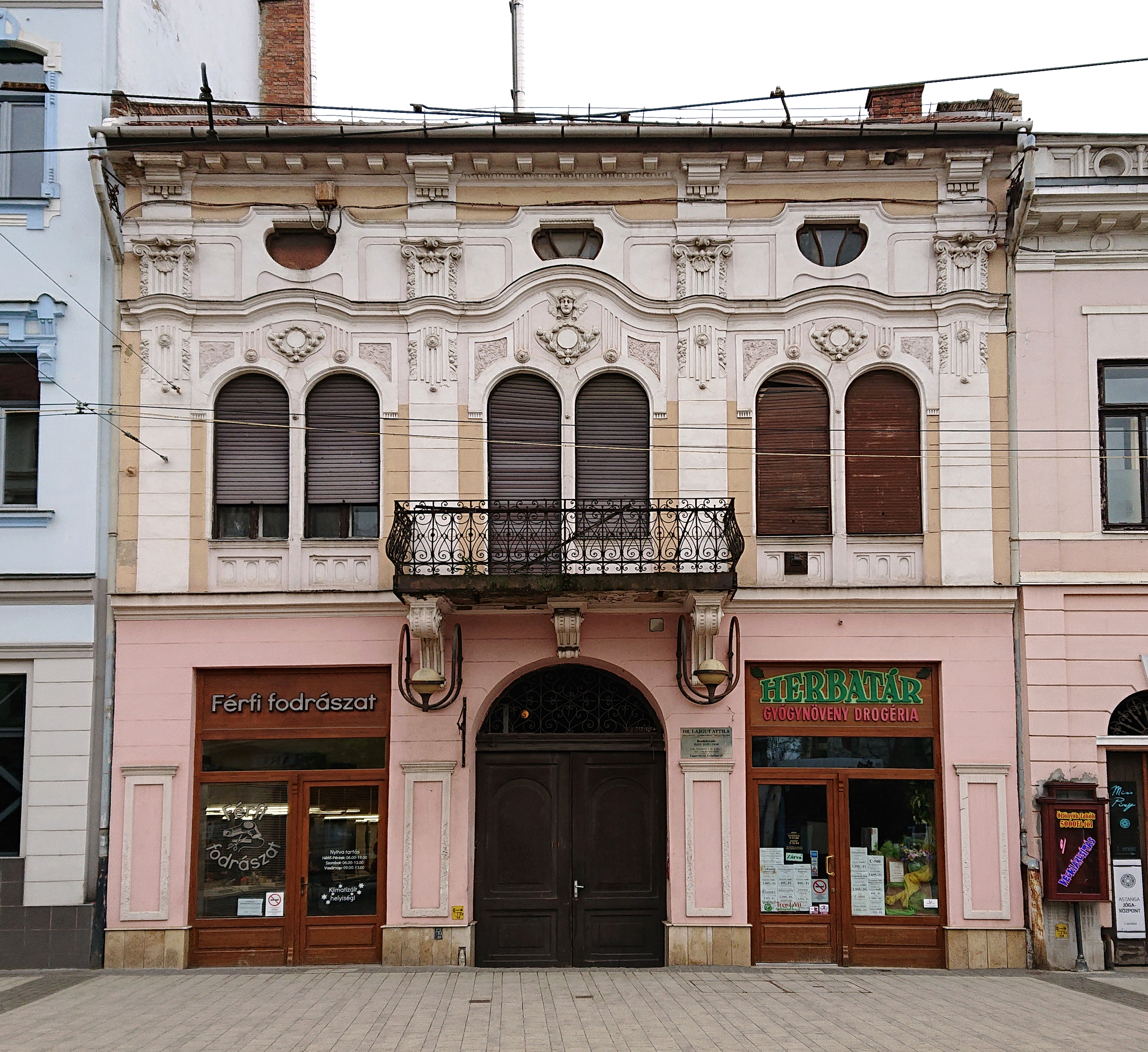
Az utcai front 2019-ben
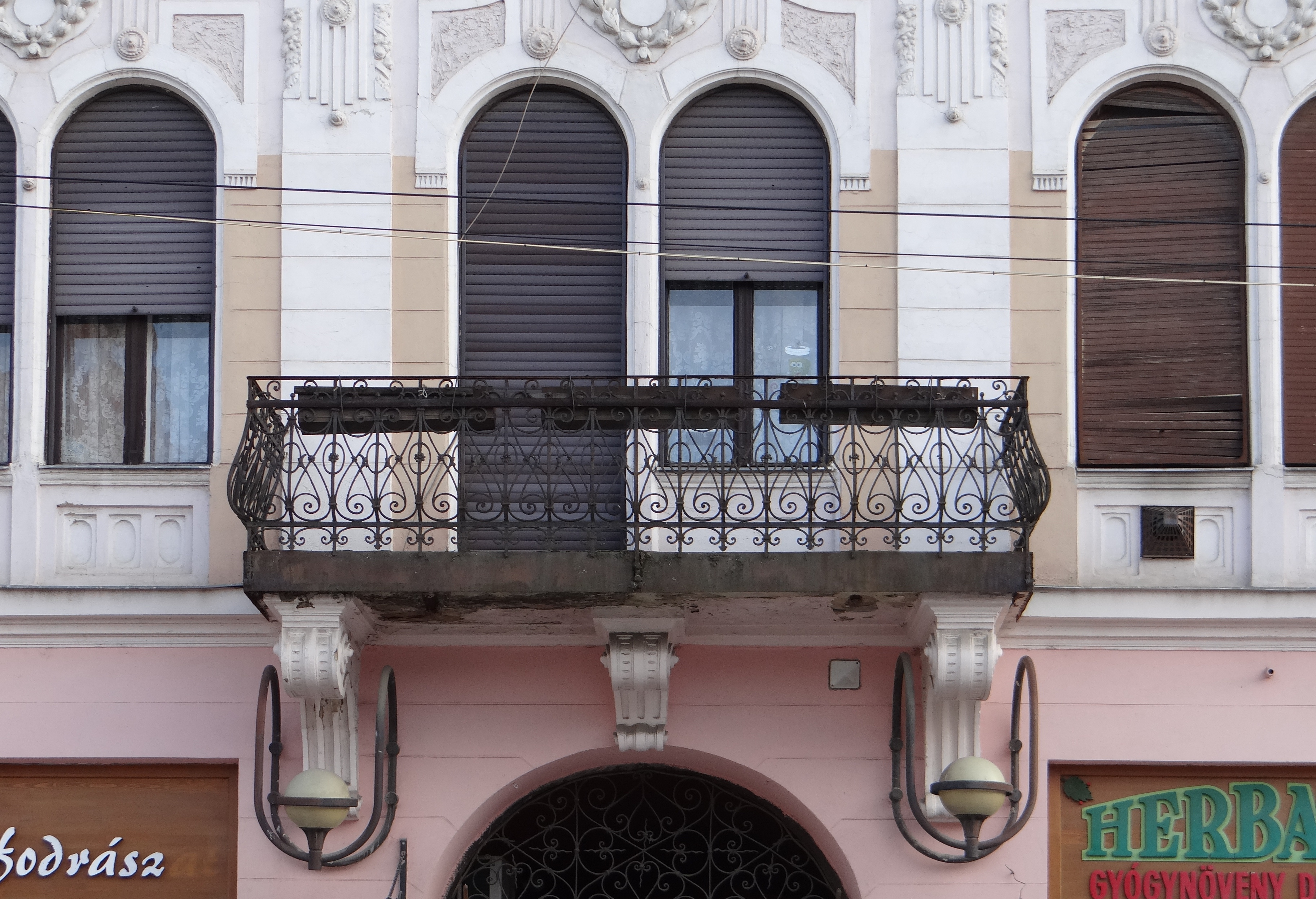
Az erkély
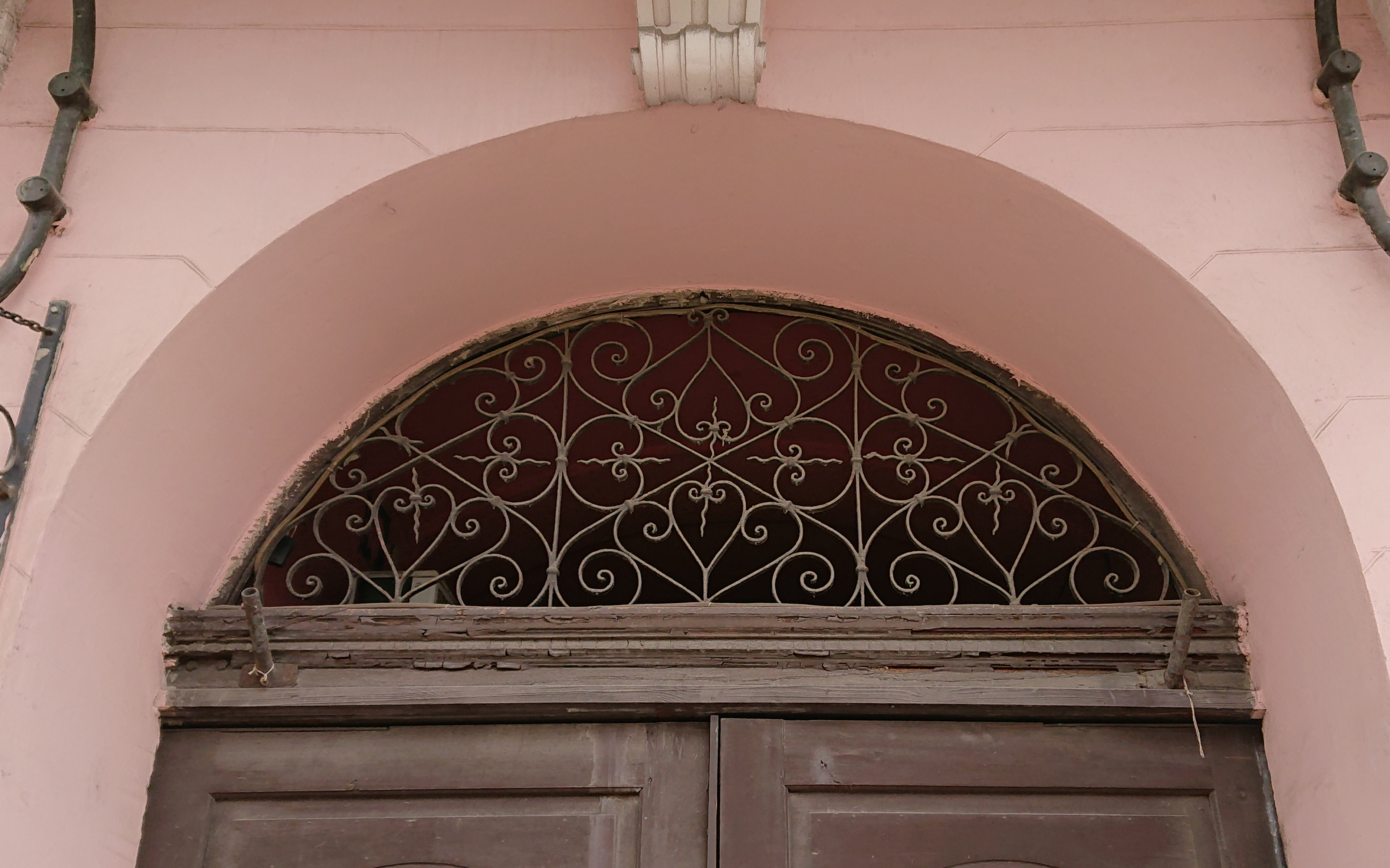
A kapu félköríves kovácsoltvas rácsa
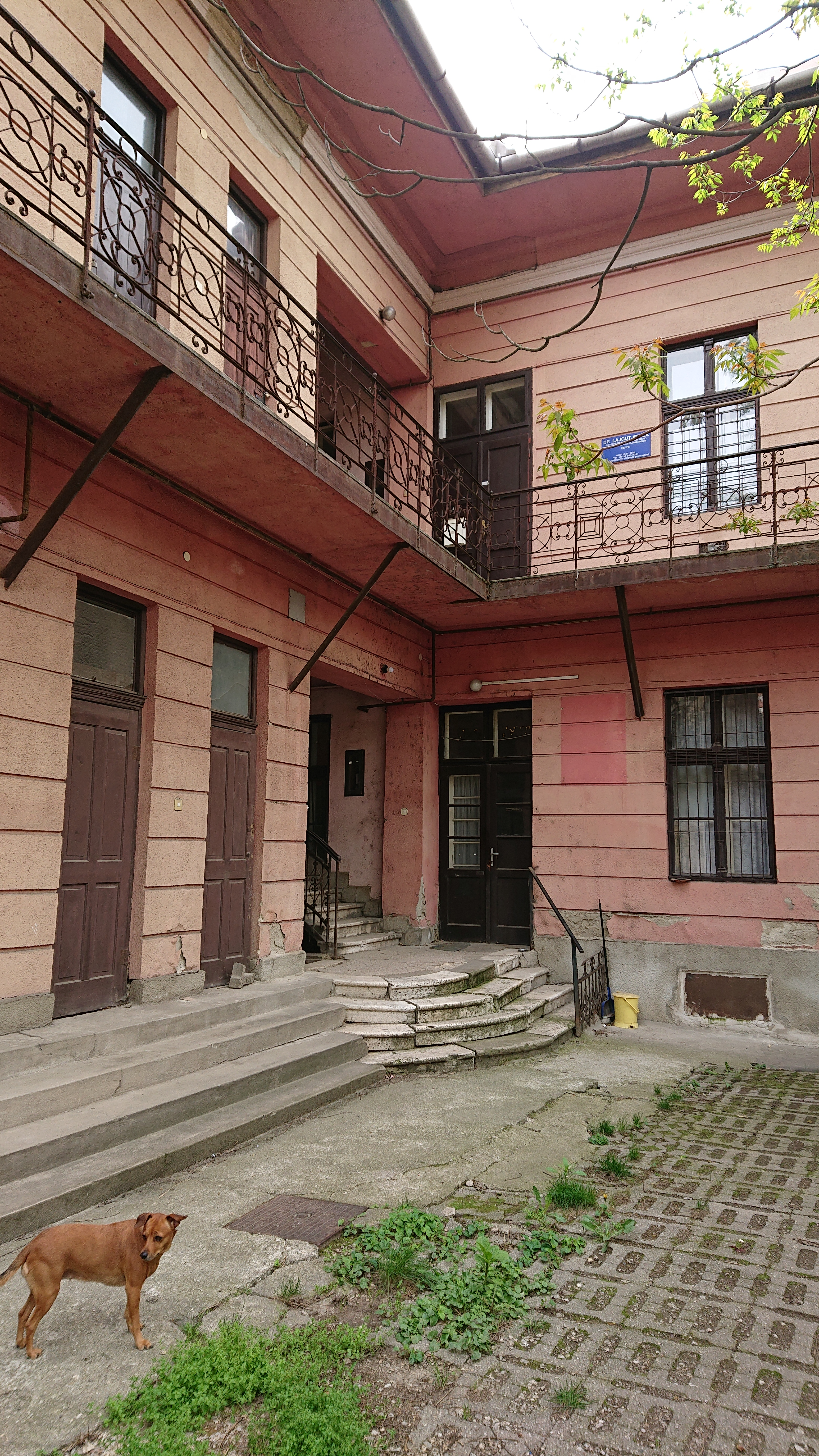
Az udvar délkeleti sarkában nyíló lépcsőház
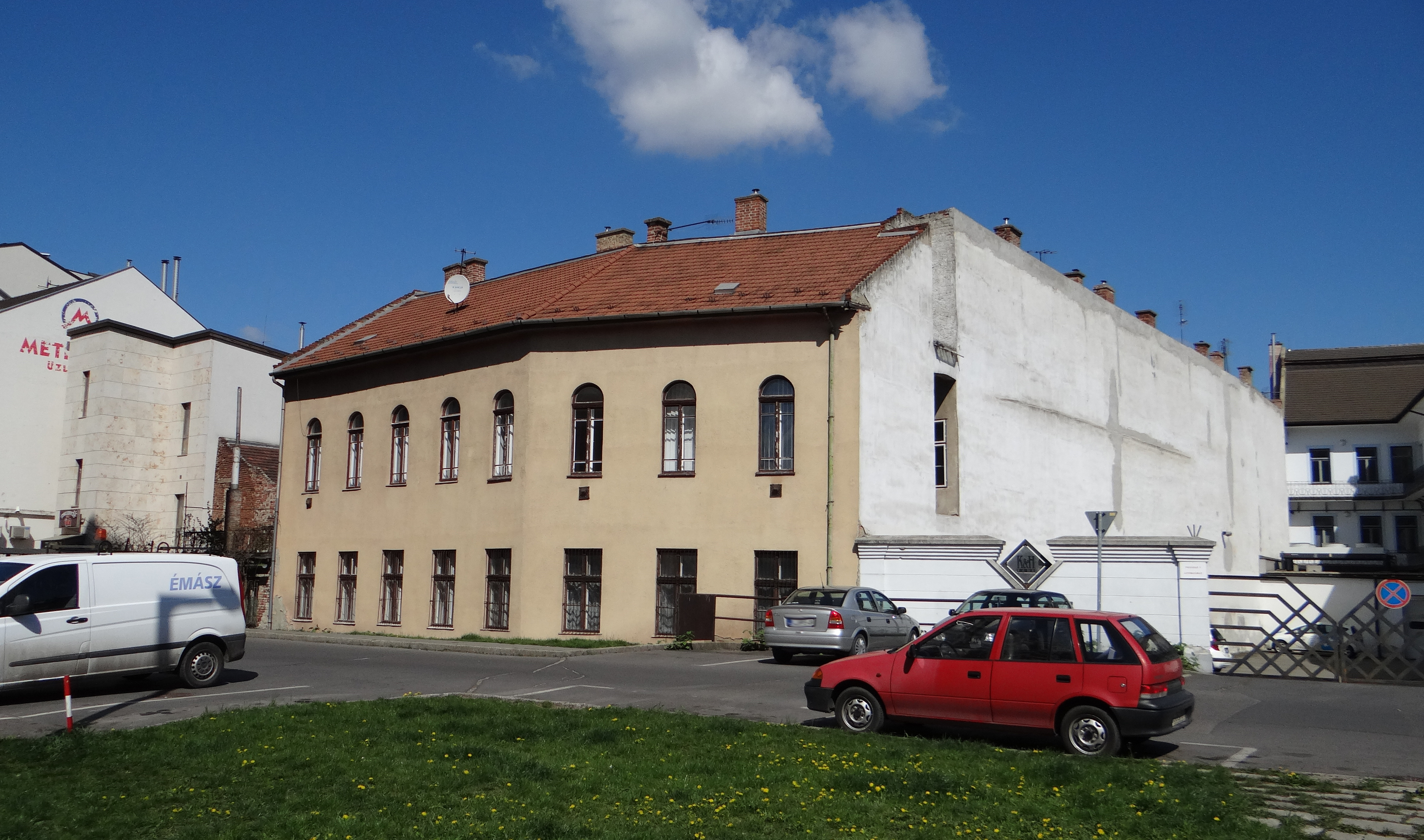
A telek déli végének építménye